# Lochstein von Derrydarragh
 Der Lochstein von Derrydarragh (auch als Cloch Liath – irisch für „Grauer Stein“ oder Cloch Bhreac – „gefleckter Stein“ bekannt) befindet sich auf sumpfigem Boden in Tobernaveen im County Sligo in Irland. 
Der Cloch Liath steht etwa 2,0 km nördlich von Carrowmore und wurde vielleicht aus einer Grabkammer entfernt. Der Nordost-Südwest orientierte Lochstein aus Kalkstein ist 1,9 m hoch, 2,6 m breit und 0,18 m dick. Das Loch in der Nähe des Bodenniveaus ist oval und 0,9 m lang und 0,4 m breit. 
Die lokale Überlieferung besagt, dass er am Treffpunkt dreier Gemeinden: Kilmacowen, St. John’s und Killaspugbrone und dreier Townlands: Tobernaveen, Derrydarragh/Oakfield und Barnasrahy aufgerichtet wurde. In der Nähe fließt ein Bach, der dem Ort Tobernaveen seinen Namen gab (Tobar na bhFiann – deutsch „Brunnen der Krieger“). 
Mütter haben früher ihre kranken oder schwachen Kinder durch das Loch kriechen lassen, um ihre Gesundheit und Stärke wiederherzustellen.